# أداء دور إضافي
أداء دور إضافي (Extra-role performance)
سلوكيات أداء دور إضافي هي سلوكيات معينة من الموظفين ، والتي ليست جزءً من متطلبات وظيفتهم الرسمية كما أنها لا يمكن أن تفرض أو تطلب مقدماً بوظيفة محددة ولكنها تساعد في تسهيل أداء المنظمة كنظام اجتماعي. بعض سلوك أداء الدور الإضافي تتمثل في : مساعدة زملاء العمل بمشكلة تتعلق بالعمل ؛ قبول الأوامر دون جدال ؛ تحمل الأعباء المؤقتة دون تذمر ، والمحافظة على النظافة والنظافة البدنية بـ مكان العمل ، وتعزيز وجود مناخ عمل مقبول ، وتقليل الخلافات الناشئة من الصراع بين الأفراد ، وحماية والحفاظ على الموارد التنظيمية الخ ( اورقان وبيتمان ، 1983م ) .

## المصدر
- Bateman، Thomas S. (1983-12). "Job satisfaction and the good soldier: the relationship between affect and employee 'citizenship'". The Academy of Management Journal. ج. 26 ع. 4: 587–95. DOI:10.2307/255908. ISSN:0001-4273. {{استشهاد بدورية محكمة}}: تحقق من التاريخ في: |تاريخ= (مساعدة) والوسيط author-name-list parameters تكرر أكثر من مرة (مساعدة)